# Zoonoză
Zoonoza (din greaca zoon = animal; nosos = boală) sau antropozoonoza (din greaca anthropos = om) este o boală infecțioasă transmisibilă de la animalele vertebrate (sălbatice sau domestice) la om și invers. Agenții patogeni responsabil ai zoonozelor aparțin bacteriilor, virusurilor, paraziților și ciupercilor. Bruceloza, leptospiroza, rabia, distomatoza cu Fasciola hepatica, echinococoza, trichineloza sunt câteva exemple de aceste boli. Zoonozele cu localizare oculară sunt numeroase. Acestea sunt în principal responsabile pentru uveită, retinocoroidită și papilită.  